# Club Universitario de Rugby del Nordeste
El Club Universitario de Rugby del Nordeste, también conocido como CURNE, es una institución deportiva de la ciudad de Resistencia. Es miembro de la Unión de Rugby del Nordeste y su equipo compite en el torneo regional del nordeste.

## Historia
El 22 de septiembre de 1989 se funda el Club Universitario de Rugby del Nordeste, siendo resultado de la desvinculación del Club de la Universidad del Nordeste, logrando ser uno de los clubes más importantes de Rugby de la región.
El CUNE fue un club en el que se practicaban muchos deportes, sin embargo, se destacaba en el rugby.  Hasta antes de su separación el CUNE obtuvo 9 títulos del Torneo de Rugby de la URNE. 
Desde la fundación del CURNE, el club fue el claro dominante de los torneos de la región, al conseguir 11 títulos.
En 2018 se coronaría campeón del torneo del interior A.

## Palmarés
El club posee 20 títulos oficiales, 8 de CUNE y 12 de CURNE.
| Torneos oficiales                          | Torneos oficiales                                             |
| Competición                                | Títulos                                                       |
| ------------------------------------------ | ------------------------------------------------------------- |
| Torneo de Rugby de la URNE (9)             | (1976, 1980, 1981, 1983, 1986, 1987, 1988, 1989, 1990).       |
| Torneo Regional de Rugby del Nordeste (10) | (2008, 2009, 2012, 2013, 2014, 2017, 2019, 2022, 2023, 2024). |
| Torneo del Interior "A" (1)                | 2018                                                          |